# Pete Parada
Peter Parada, mais conhecido como Pete Parada (Arkport, 9 de julho de 1974),[carece de fontes?] é um baterista estadunidense. Já tocou em diversas bandas, incluindo Face to Face, Alkaline Trio, Saves the Day, Steel Prophet, Jackson United, Halford, Ali Handel e Engine. De 2007 até 2021 fez parte da banda californiana The Offspring, onde entrou no lugar de Atom Willard para tocar nos concertos do grupo, pois o baterista no álbum de estúdio Rise and Fall, Rage and Grace foi Josh Freese.
Em 2021 Pete Parada foi expulso do The Offspring, por ter se recusado a tomar vacina contra a COVID-19. O músico alegou que recusou o imunizante após ordem médica, pois sofre da Síndrome de Guillain-Barré desde a infância.

## Discografia selecionada
| Year | Artist/band                   | Album                                                |
| ---- | ----------------------------- | ---------------------------------------------------- |
| 1997 | Steel Prophet                 | Into the Void (Hallucinogenic Conception)            |
| 1999 | Engine                        | Engine                                               |
| 1999 | Face to Face                  | So Why Aren't You Happy? EP                          |
| 1999 | Face to Face                  | Standards & Practices                                |
| 1999 | Face to Face                  | Ignorance Is Bliss                                   |
| 2000 | Ali Handel                    | Dirty Little Secret                                  |
| 2000 | Face to Face                  | Reactionary                                          |
| 2000 | Halford                       | Resurrection                                         |
| 2002 | Engine                        | Superholic                                           |
| 2002 | Face to Face/Dropkick Murphys | Face to Face vs. Dropkick Murphys                    |
| 2002 | Face to Face                  | How to Ruin Everything                               |
| 2003 | Reed Black                    | Ground                                               |
| 2003 | Saves the Day                 | In Reverie                                           |
| 2003 | Jackson United                | Jackson                                              |
| 2004 | Jackson United                | Western Ballads                                      |
| 2005 | Face to Face                  | Shoot the Moon: The Essential Collection             |
| 2005 | Death Valley High             | The Similarities Between The Loveless And The Undead |
| 2006 | Saves the Day                 | Sound the Alarm                                      |
| 2006 | Saves the Day                 | Bug Sessions Volume One                              |
| 2008 | Armed For Apocalypse          | Defeat                                               |
| 2011 | Hot Mess                      | Learn to Sleep With the Light On                     |
| 2011 | Oceanography                  | EP1                                                  |
| 2012 | The Offspring                 | Days Go By                                           |
| 2014 | The Offspring                 | Summer Nationals                                     |
| 2015 | The Offspring                 | Coming For You                                       |